# (4955) Gold
(4955) Gold es un asteroide perteneciente al cinturón de asteroides, descubierto el 17 de septiembre de 1990 por Henry E. Holt desde el Observatorio del Monte Palomar, Estados Unidos.

## Designación y nombre
Designado provisionalmente como 1990 SF2. Fue nombrado Gold en honor Rob Gold que realizó muchas contribuciones a la ciencia espacial tras muchas misiones espaciales incluyendo Ulises, Geotail, Delta Star y ACE.

## Características orbitales
Gold está situado a una distancia media del Sol de 3,154 ua, pudiendo alejarse hasta 3,570 ua y acercarse hasta 2,738 ua. Su excentricidad es 0,131 y la inclinación orbital 7,402 grados. Emplea 2046 días en completar una órbita alrededor del Sol.

## Características físicas
La magnitud absoluta de Gold es 11,8. Tiene 19,805 km de diámetro y su albedo se estima en 0,136.